# Высшее собрание Таджикистана
Вы́сшее Собра́ние Таджикиста́на «Маджли́си Оли́» (тадж. Маҷлиси Олии Ҷумҳурии Тоҷикистон) — парламент Республики Таджикистан, высший законодательный и представительный орган государственной власти Республики Таджикистан.

## Состав
Парламент Республики Таджикистан состоит из двух палат:
- Нижней — Палаты Представителей (тадж. Маҷлиси намояндагон).
- Верхней — Национального Совета (тадж. Маҷлиси миллӣ).

По Конституции Республики Таджикистан, Маджлиси намояндагон состоит из 63 депутатов, избираемых путём тайного голосования на основании всеобщего, равного и прямого избирательного права. 22 представителя избираются по пропорциональной системе, 41 по одномандатным округам. Маджлиси намояндагон действует на постоянной и профессиональной основе. Депутатом Маджлиси намояндагон Маджлиси Оли Республики Таджикистан может быть избран гражданин не моложе 30 лет (на основании действующей Конституции Республики Таджикистан).
Маджлиси милли Республики Таджикистан состоит из 33 членов, 25 из которых избираются путём тайного голосования на совместных заседаниях депутатов от Горно-Бадахшанской автономной области, её городов и районов, города Душанбе и его районов, городов и районов республиканского подчинения. 8 членов назначаются Президентом Республики Таджикистан. В Маджлиси милли все административно-территориальные единицы республики имеют равное количество представителей. Членом Маджлиси милли Маджлиси Оли Республики Таджикистан может быть избран гражданин, достигший 30 летнего возраста и имеющий высшее образование. Каждый бывший Президент Республики Таджикистан является пожизненным членом Маджлиси милли, если добровольно не откажется от этого права.
Срок полномочий Маджлиси Оли составляет 5 лет. По истечении данного срока проводятся новые выборы. Полномочия Маджлиси намояндагон и Маджлиси милли прекращаются в день начала деятельности Маджлиси Оли нового созыва.
Членами Маджлиси милли не могут быть судьи, члены правительства, сотрудники правоохранительных органов, военнослужащие и другие лица, предусмотренные конституционным законом. Гражданин не может одновременно являться депутатом Маджлиси намояндагон и членом Маджлиси милли. Депутат Маджлиси намояндагон не может быть депутатом иного представительного органа, занимать другую должность, заниматься предпринимательской и иной деятельностью, кроме научной и творческой. Член Маджлиси милли не может быть депутатом более двух представительных органов.

## Структура

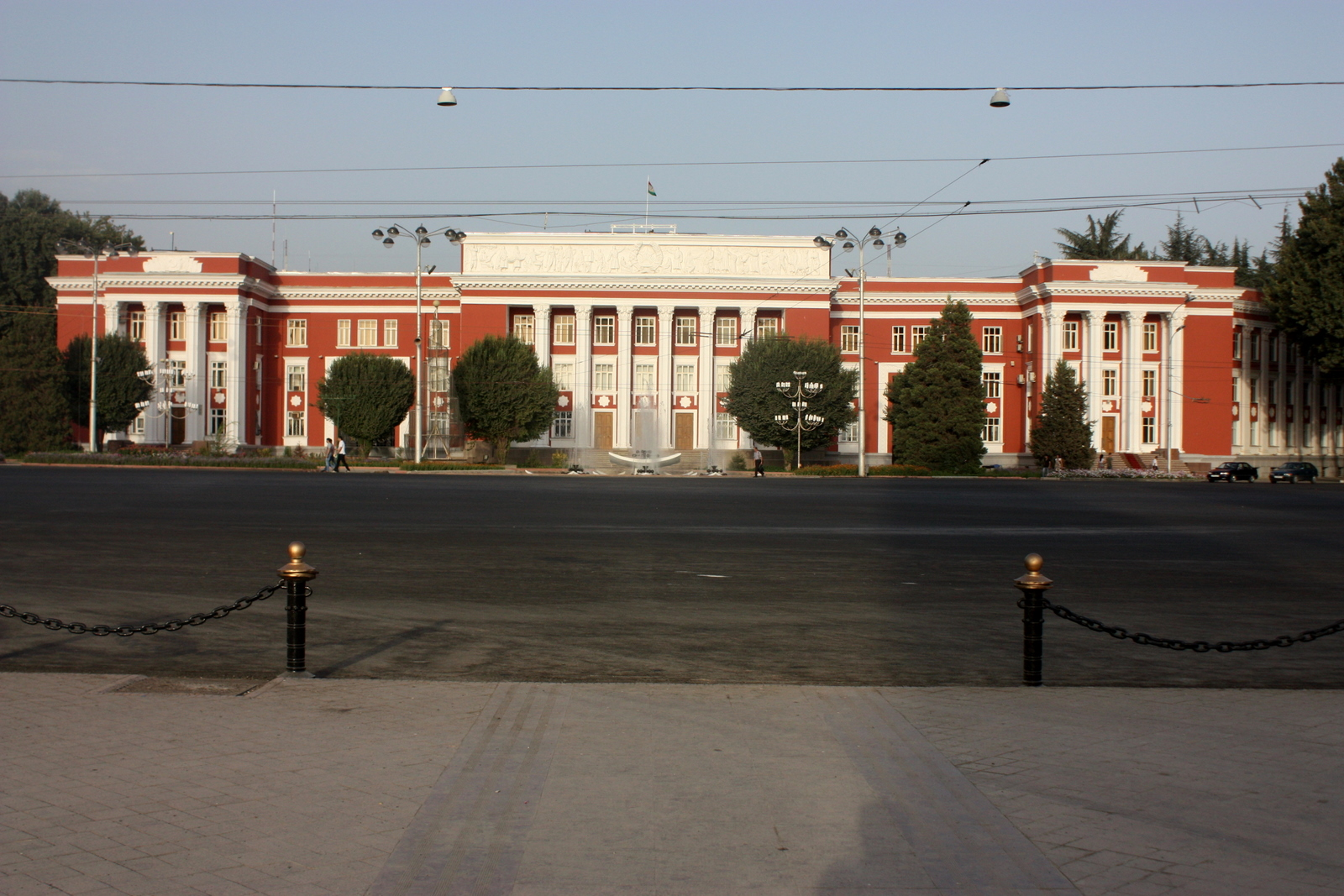
Парламентский дом в центре Душанбе (проспект Рудаки, д. 42)

Деятельность Маджлиси Оли осуществляется в форме сессий. В течение месяца после выборов, первую сессию Маджлиси Оли созывает Президент Республики Таджикистан. Открывает первую сессию Маджлиси намояндагон и Маджлиси милли старейший по возрасту депутат и ведёт до избрания председателей этих палат. После избрания председателя Маджлиси милли последующие сессии созываются председателем не менее двух раз в год. Сессии Маджлиси намояндагон осуществляются один раз в год начиная с первого рабочего дня октября и до последнего рабочего дня июня. Президент Республики Таджикистан вправе созывать внеочередные сессии, в случае особой необходимости, на которых будут рассмотрены только те вопросы, которые послужили основанием для созыва этих сессий. Маджлиси намояндагон и Маджлиси милли из числа своих депутатов и членов избирают председателей палат и их заместителей.

### Порядок избрания председателей и заместителей палат
Председатели Маджлиси намояндагон и Маджлиси милли избираются тайным голосованием большинством от общего числа их депутатов и членов. Председатели и заместители Маджлиси намояндагон и Маджлиси милли ведут заседания, а также решают другие соответствующие вопросы. Палаты самостоятельно образуют комитеты и комиссии, формируют свои координационные и рабочие органы, проводят парламентские слушания, относящиеся к ведению палат, принимают свой регламент.

### Заседания
Маджлиси намояндагон и Маджлиси милли заседают раздельно, за исключением случаев:
1. Принятия Президентом присяги, его отставки и заслушивания посланий Президента Республики Таджикистан;
2. Выступления руководителей иностранных государств;
3. Утверждения указов Президента о введении военного и чрезвычайного положений;
4. Дачи согласия на использование Вооружённых Сил Республики Таджикистан за её пределами для выполнения международных обязательств Таджикистана;
5. Утверждения указов Президента о назначении и освобождении Премьер-министра и членов Правительства;
6. Рассмотрения посланий Президента об основных направлениях внутренней и внешней политики государства без принятия постановления;
7. Установления заработной платы Президенту;
8. Назначения выборов Президента;
9. Рассмотрения вопроса о неприкосновенности Президента.

Заседания Маджлиси намояндагон и Маджлиси милли проводятся в открытом режиме, однако, в случаях, предусмотренных законом и регламентами палат, могут проводиться закрытые заседания. Заседания Маджлиси намояндагон и Маджлиси милли правоспособны, если на них присутствует не менее двух третей депутатов и членов от общего числа депутатов.

### Фракции
Состав фракций политических партий в нижней палате парламента Таджикистана, по итогам парламентских выборов 2025 года.
| Фракция                                     | Руководитель      | Кол-во депутатов                  | Доля голосов |
| ------------------------------------------- | ----------------- | --------------------------------- | ------------ |
| Народно-демократическая партия Таджикистана | Махфират Хидирова | 16+ (35 по одномандатным округам) | 62,5 %       |
| Аграрная партия Таджикистана                | Рустам Латифзода  | 3+ (2 по одномандатным округам)   | 11,8 %       |
| Партия экономических реформ Таджикистана    | Олим Бобоев       | 2                                 | 7,6 %        |
| Социалистическая партия Таджикистана        | Абдухалим Гафаров | 1                                 | 5,5 %        |

## Полномочия
Право законодательной инициативы принадлежит депутатам Маджлиси намояндагон, члену Маджлиси милли, Президенту Республики Таджикистан, Правительству Таджикистана, а также Конституционному, Верховному и Высшему экономическому судам в пределах их компетенции.
Законопроекты вносятся на рассмотрение в нижнюю палату парламента Таджикистана — Маджлиси намояндагон. Законопроект принимается большинством голосов от общего числа депутатов. В случае одобрения законопроекта в Маджлиси намояндагон, он передаётся в верхнюю палату парламента — Маджлиси милли. Закон считается одобренным Маджлиси милли, если за него проголосовало большинство от общего числа его членов. В случае отклонения законопроекта в Маджлиси милли, законопроект отправляется для повторного рассмотрения в Маджлиси намояндагон. Если Маджлиси намояндагон не согласен с решением Маджлиси милли, законопроект может быть принят, в случае, если за него проголосовало не менее двух третей от общего числа депутатов Маджлиси намояндагон.
Одобренные законопроекты предоставляются Президенту Республики Таджикистан для подписания и обнародования. В течение пятнадцати дней президент в праве вернуть законопроект в Маджлиси намояндагон, если он не согласен с представленным законопроектом. Маджлиси намояндагон и Маджлиси милли в установленном Конституцией порядке должны повторно рассмотреть и доработать документ. После чего законопроект вновь отправляется президенту. Президент в течение десяти дней подписывает и обнародует законопроект. В случае, если законопроект будет одобрен в ранее принятой редакции большинством голосов депутатов и членов Маджлиси намояндагон и Маджлиси милли, президент в течение десяти дней должен подписать и обнародовать законопроект.
Полномочия Маджлиси намояндагон:
1. Образование Центральной комиссии по выборам и проведению референдумов Республики Таджикистан, избрание и отзыв председателя, заместителя и членов комиссии по представлению Президента;
2. Вынесение на всенародное обсуждение проектов законов и других важных государственных и общественных вопросов;
3. Утверждение социально-экономических программ;
4. Дача разрешения на выдачу и получение государственного кредита;
5. Ратификация и денонсация международных договоров;
6. Назначение референдума;
7. Образование судов;
8. Утверждение государственных символов;
9. Утверждение государственных наград;
10. Утверждение указов Президента о назначении и освобождении председателя Национального банка и его заместителей;
11. Установление воинских званий, дипломатических рангов и иных специальных званий;
12. Осуществление других полномочий, определяемых Конституцией и законами.

Полномочия Маджлиси милли:
1. Образование, упразднение и изменение административно-территориальных единиц;
2. Избрание и отзыв председателя, заместителей и судей Конституционного суда, Верховного суда и Высшего экономического суда по представлению Президента;
3. Решение вопроса о лишении неприкосновенности председателя, заместителей и судей Конституционного суда, Верховного суда и Высшего экономического суда;
4. Дача согласия на назначение и освобождение Генерального прокурора и его заместителей;
5. Осуществление других полномочий, определяемых Конституцией и законами.

## Самороспуск
Маджлиси Оли имеет право досрочно самораспуститься с согласия не менее двух третей депутатов Маджлиси намояндагон и членов Маджлиси милли. Маджлиси Оли не может быть распущен в период действия чрезвычайного или военного положения.

## Созывы

### Единственный созыв (1995—2000)
| Партия                                                      | Мест       |
| ----------------------------------------------------------- | ---------- |
| Независимые                                                 | 113 из 181 |
| Коммунистическая партия Таджикистана                        | 60 из 181  |
| Народная партия Таджикистана                                | 5 из 181   |
| Партия народного единства и согласия Таджикистана           | 2 из 181   |
| Партия экономических и политических обновлений Таджикистана | 1 из 181   |

### I созыв (2000—2005)
| Партия                                      | Мест     |
| ------------------------------------------- | -------- |
| Народно-демократическая партия Таджикистана | 36 из 63 |
| Коммунистическая партия Таджикистана        | 13 из 63 |
| Независимые                                 | 10 из 63 |
| Партия исламского возрождения Таджикистана  | 2 из 63  |
| Вакантные места                             | 2 из 63  |

### II созыв (2005—2010)
| Партия                                      | Мест     |
| ------------------------------------------- | -------- |
| Народно-демократическая партия Таджикистана | 49 из 63 |
| Коммунистическая партия Таджикистана        | 4 из 63  |
| Партия исламского возрождения Таджикистана  | 2 из 63  |
| Вакантные места                             | 8 из 63  |

### III созыв (2010—2015)
| Партия                                      | Мест     |
| ------------------------------------------- | -------- |
| Народно-демократическая партия Таджикистана | 55 из 63 |
| Коммунистическая партия Таджикистана        | 2 из 63  |
| Партия исламского возрождения Таджикистана  | 2 из 63  |
| Аграрная партия Таджикистана                | 2 из 63  |
| Партия экономических реформ Таджикистана    | 2 из 63  |

### IV созыв (2015—2020)
| Партия                                      | Мест     |
| ------------------------------------------- | -------- |
| Народно-демократическая партия Таджикистана | 51 из 63 |
| Аграрная партия Таджикистана                | 5 из 63  |
| Партия экономических реформ Таджикистана    | 3 из 63  |
| Коммунистическая партия Таджикистана        | 2 из 63  |
| Демократическая партия Таджикистана         | 1 из 63  |
| Социалистическая партия Таджикистана        | 1 из 63  |

### V созыв (2020—2025)
| Партия                                      | Мест     |
| ------------------------------------------- | -------- |
| Народно-демократическая партия Таджикистана | 47 из 63 |
| Аграрная партия Таджикистана                | 7 из 63  |
| Партия экономических реформ Таджикистана    | 5 из 63  |
| Коммунистическая партия Таджикистана        | 2 из 63  |
| Демократическая партия Таджикистана         | 1 из 63  |
| Социалистическая партия Таджикистана        | 1 из 63  |

### VI созыв (2025—2030)
| Партия                                      | Мест     |
| ------------------------------------------- | -------- |
| Народно-демократическая партия Таджикистана | 49 из 63 |
| Аграрная партия Таджикистана                | 7 из 63  |
| Партия экономических реформ Таджикистана    | 5 из 63  |
| Демократическая партия Таджикистана         | 1 из 63  |
| Социалистическая партия Таджикистана        | 1 из 63  |